# Saint-Philippe (Québec)
Pour les articles homonymes, voir Saint-Philippe.
Saint-Philippe est une ville située dans la MRC de Roussillon dans la région québécoise de la Montérégie. 

## Toponymie
Elle est nommée en l'honneur de Saint Philippe.

## Histoire
La Municipalité de Saint-Philippe, constituée officiellement en tant que municipalité en 1996, possède toutefois des origines qui remontent au 17e siècle.
À l’origine, l’actuelle municipalité de Saint-Philippe faisait partie du territoire de la Seigneurie de La Prairie-de-la-Magdeleine, qui couvrait le territoire actuel des municipalités de La Prairie, Brossard, Candiac, Sainte-Catherine et Saint-Philippe, ainsi qu’une partie du territoire des municipalités de Saint-Lambert, Delson, Saint-Constant, L'Acadie, Saint-Luc et Saint-Jacques-le-Mineur. En 1647, la seigneurie de La Prairie-de-la-Madeleine a été concédée par Jean de Lauzon à l'abbé Jean de Laferté, jésuite et curé de La Madeleine de Paris. C’est en 1667 que les premières familles s’installent, « ces courageux pionniers », tel que mentionné par Monseigneur de Pontbriand, évêque de Québec.
En 1744, la première paroisse de Saint-Philippe, la Fabrique de la côte Saint-Philippe, est fondée. C’est à la suite de la cessation de huit (8) arpents de terre, dans la côte Saint-Philippe de la Seigneurie de La Prairie-de-la-Magdeleine, par le Sieur Louis Proveau et son épouse Marianne Girou, et dame Marie-Angélique Maheu veuve de feu Sieur Pierre François Girou, qui permet la construction de la première église. Celle-ci est bénie en 1751, sous le titre de Saint-Jean-François-Régis, le patron des Jésuites de la province de France. La deuxième église de Saint-Philippe, la première construite de pierre, a été bénie en 1782. Celle-ci contribuera à l’accélération du peuplement de la petite communauté. La deuxième église a été en place jusqu’à l’incendie partiel de janvier 1843 et la bénédiction de l’église reconstruite a lieu à la fin de la même année. Devenue rapidement trop petite, une troisième église est construite et bénie à la fin de 1876. Le nouveau presbytère adjacent, toujours existant aujourd’hui, est béni en 1885.
Le 23 juin 1972, l’église de style néo-gothique est incendiée. Il s’agissait d’un exemple rarissime de ce type architectural. L’inauguration de la nouvelle église, en 1973, d’architecture plus moderne, contraste avec l’ancienne.
L’arrivée du 19e siècle apporte ses lots de changements pour Saint-Philippe. Les modifications successives de la législation au Bas-Canada ont un impact sur le statut de la municipalité, et ce, à plusieurs reprises. C’est en 1845 qu’est constituée la Municipalité de la Paroisse de Saint-Philippe, sous la gouverne de Monsieur Amable Coupal, le premier maire de Saint-Philippe.
Deux ans plus tard, en 1847, à la suite de l’adoption de l’« Acte pour faire de meilleures dispositions pour l’établissement d’autorités municipales dans le Bas-Canada », la Municipalité de la Paroisse de Saint-Philippe est abolie, devenant ainsi partie de la municipalité de comté de Huntingdon.

Ce n’est qu’en 1855, à la suite de l’adoption de l’« Acte des Municipalités et des chemins du Bas-Canada » que la municipalité de la Paroisse de Saint-Philippe retrouve son nom et son statut. C’est cette loi qui a instauré les bases du système municipal en vigueur aujourd’hui au Québec. Le premier maire de Saint-Philippe sous ce nouveau régime a été M. Joseph Normandin, qui était également le gendre d’Amable Coupal.

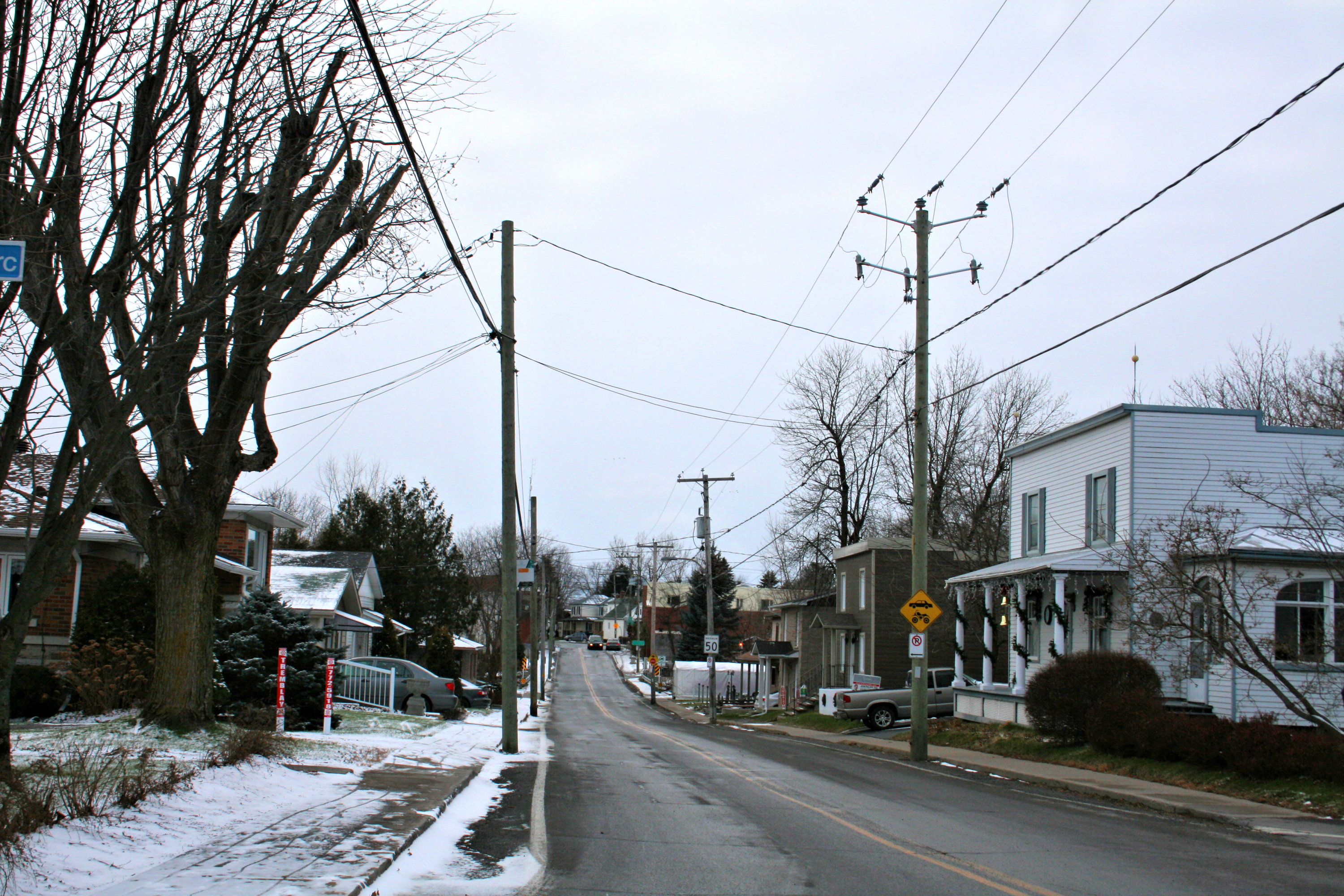
Vue d'une rue de Saint-Philippe.

En 1841, par décret d’érection canonique, la paroisse de Saint-Philippe est reconnue sur le plan religieux en précisant ses bornes. Cependant, trois autres municipalités sont créées à partir du territoire de Saint-Philippe, soit la Paroisse de Saint-Jacques-le-Mineur en 1834, la municipalité de Saint-Mathieu en 1917 et la Ville de Candiac en 1957.
L’arrivée d’une importante infrastructure routière, l’autoroute 15, en 1966 et d’un premier tronçon de l’autoroute de l’Acier (autoroute 30), vient structurer et définir l’espace de la municipalité.
Le 22 octobre 2016, la Municipalité, à la suite d’une demande au Ministère des Affaires municipales et de l’Occupation du territoire, change de régime législatif et devient assujettie à la Loi sur les cités et villes (RLRQ, chapitre C-19). Le ministre approuve au même moment le changement de nom de la Municipalité de Saint-Philippe pour celui de Ville de Saint-Philippe.

## Armoiries, logo et emblème floral

### Armoiries
Écu armoral français tiercé, divisé en trois parties égales, disposées verticalement.
Le champ central est chargé d'or; l'initiale "P" de Philippe, l'apôtre, traditionnellement représenté par une croix allongée, en guise de canne de promenade (la houlette des bergers, la crosse pastorale des évêques); la fleur de lys évoque l'héritage français des fondateurs de la paroisse. 
Les deux champs latéraux sont chargés de sinople (vert). À sénestre (côté gauche de l'écu): l'arbre qui appelle la végétation dont se nourrissent humains et animaux; l'arbre qui est la culture, la manière d'être humain, d'entrer en relation avec la nature, de vivre en société et en harmonie: l'arbre de vie qui s'associe à l'acquisition de la sagesse divine; l'arbre qui inspire le respect pour la création, pour l'environnement.
À dextre (côté droit de l'écu): le livre qui appelle la communication, les traditions, l'histoire, la science et la connaissance, la "Parole" qui est une semence...
De sinople (vert) le champ central représente labourage et pâturage, les boisés; la terre à cultiver, confiée à ceux et celles qui l'habitent. D'or les deux latéraux représentent la récolte qui mûrit, les produits de la terre et de notre labour, les résultats de notre travail manuel et intellectuel, les fruits de notre créativité et de notre volonté à faire fructifier les qualités qui nous habitent, les valeurs qui nous amènent pour construire ensemble un monde meilleur, un monde plus beau.
Pour que nous portions des fruits, des fruits durables, il faut « SAVOIR SEMER ».

### Logotype
Le logo de la municipalité de Saint-Philippe se veut à la fois le reflet des caractéristiques géographiques de son territoire et l'affirmation de sa population et de son milieu de vie.
De sa forme et ses couleurs, le logo traduit au premier coup d'œil l'élévation d'une terre fraîchement semée épousée par un arbre.
Alors qu'il symbolise à la fois la sérénité et le calme, le vert représente l'omniprésence de verdure et l'importante présence des activités de la culture.
Pour ce qui est du bleu, il traduit pour sa part le sentiment de nature, plaisamment illustré par la forme de ciel.
Le vert fait référence au secteur rural du territoire, alors que l'arbre peut aisément être associé aux armoiries de Saint-Philippe. 

### Emblème floral
L'emblème floral de la ville est la Gaillarde « Goblin » .  La fleur double est dans les teintes du jaune au rouge et s'accommode de tous les sols ce qui en fait une excellente plante de rocaille, de talus ou de bordure. Le mot gaillarde tire ses origines du mot galia qui signifie force, caractérisant bien la population de la Municipalité de Saint-Philippe. La gaillarde se multiplie facilement par semis rappelant les devises inscrites sur les armoiries « Savoir semer » et sur le logo « Semer pour l'avenir ».

## Géographie
Située en milieu rural à proximité de Montréal, la municipalité est bordée par les autoroutes 15 et 30. Son territoire de 62 kilomètres carrés, dont 93 % se trouve en zone agricole.
La rivière Saint-Jacques traverse la municipalité du sud au nord et la rivière de la Tortue en délimite le sud-ouest.

## Démographie
Au cours des dernières années, la ville a connu une des plus fortes croissances démographique au Québec soit de l’ordre de 15 % de 2011 à 2016.
En 2024 sa population est estimée à 8 290 habitants.
| 1991  | 1996  | 2001  | 2006  | 2011  | 2016  | 2021  |
| ----- | ----- | ----- | ----- | ----- | ----- | ----- |
| 3 572 | 3 656 | 3 892 | 5 121 | 5 495 | 6 320 | 7 597 |

## Administration
Les élections municipales se font en bloc et suivant un découpage de six districts.
| Saint-Philippe Maires depuis 2005                                                                                    |                 |                         |          |
| Élection | Maire           | Qualité                 | Résultat |
| 2005 | Gaétan Brosseau |                         | Voir     |
| 2009 | Lise Martin     | Mairesse de 1992 à 2000 | Voir     |
| 2013 | Lise Martin     | Mairesse de 1992 à 2000 | Voir     |
| 2017 | Johanne Beaulac |                         | Voir     |
| 2021 | Christian Marin |                         | Voir     |
| Élection partielle en italique Depuis 2005, les élections sont simultanées dans toutes les municipalités québécoises |                 |                         |          |

## Personnalités

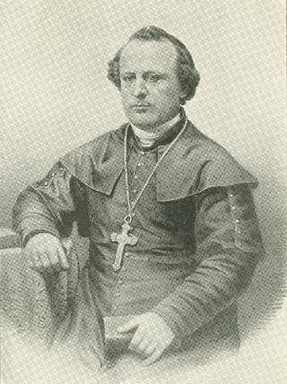
Mgr Pierre-Adolphe Pinsonnault.

- Melchior-Alphonse d'Irumberry de Salaberry, militaire et homme politique
- Pierre-Théophile Decoigne (1808-1839), patriote franco-canadien, né à Saint-Philippe
- Pierre-Adolphe Pinsonnault, premier évêque de London en Ontario